# Torpa, Ydre kommun
Torpa är kyrkbyn i Torpa socken i Ydre kommun, Östergötlands län.
Byn där Torpa kyrka återfinns, ligger vid stranden av Sommen öster om Hestra.